# Turks i Caicos na Mistrzostwach Świata w Lekkoatletyce 2013
Turks i Caicos na Mistrzostwach Świata w Lekkoatletyce 2013 – reprezentacja Turks i Caicos podczas czempionatu globu w Moskwie liczyła 1 zawodnika.

## Występy reprezentantów Turks i Caicos
| Konkurencja            | Zawodnik       | Eliminacje | Eliminacje | Półfinał | Półfinał | Finał    | Finał   |
| Konkurencja            | Zawodnik       | Rezultat   | Pozycja    | Rezultat | Pozycja  | Rezultat | Pozycja |
| ---------------------- | -------------- | ---------- | ---------- | -------- | -------- | -------- | ------- |
| Bieg na 400 m mężczyzn | Angelo Garland | 48,65      | 30.        | NQ       | NQ       | NQ       | NQ      |